# НЛО: Не лезь в очко
«НЛО: Не лезь в очко» (англ. U.F.O.) — британская научно-фантастическая пародийная комедия 1993 года с Роем Чабби Брауном в главной роли.

## Сюжет
Главный герой оскорбляет пару пришельцев женского пола, которые похищают его, обвинив в низкой нравственности. Признав виновным, они постановляют, что в качестве наказания он должен пройти через болезненные медицинские процедуры. Но это лишь одна часть наказания; вторая состоит в том, что в ходе операции ему будут вживлены матка, яичники и родовые пути, а также имплантирована био-программа, следящая за тем, чтобы он беременел каждый год в течение последующих тридцати лет.

## В ролях
- Рой Чабби Браун — в роли самого себя
- Сара Стокбридж — Зои
- Аманда Саймондс — Эйва
- Роджер Ллойд-Пэк — Соло
- Ширли Энн Филд — верховный главнокомандующий
- Сью Ллойд — судья
- Дирэн Шах — Чингисхан
- Пол Барбер — Четвёртый Доктор (голос)
- Кенни Бейкер — Казанова
- Расти Гофф — Генрих VIII
- Энтони Джорджиу — Дракула
- Дженни Мишельмор — портье
- Кен МакДональд — водопроводчик
- Уолтер Спэрроу — эксцентричный старикашка
- Алан Боденхем — молочник
- Шон Карри — бармен
- Джен Уоррен — Шина
- Майк Холетт — игрок в снукер